# Mapeo de Alcances
El Mapeo de Alcances (MA) es una metodología para evaluar y medir el impacto que provocan programas e iniciativas de apoyo, financiación y promoción, expresadas en forma de proyectos, actividades o estrategias. 
Fue diseñado por el Centro Internacional de Investigaciones para el Desarrollo (IDRC), una corporacón pública del Gobierno de Canadá y una de las instituciones más prestigiosas a nivel mundial en materia de investigaciones.

## El método
El MA puede ser entendido también como 

un método integrado y dinámico de planificación, seguimiento y evaluación, que considera principios de aprendizaje organizacional, colaboración equitativa y flexibilidad. Puede aplicarse a nivel de proyecto, programa u organización como herramienta de planificación, para seguimiento o para evaluar actividades en curso o ya terminadas
Centro Latinoamericano de Mapeo de Alcances

## La teoría
El Mapeo de Alcances se focaliza en un tipo de resultado a obtener, más precisamente en los alcances del comportamiento mismo de los involucrados o beneficiarios. Estos alcances, interpretados como cambio en el comportamiento, en las interrelaciones, las actividades y las acciones desarrolladas por las personas, grupos u organizaciones, todas ellas con las que un programa, un proyecto o una actividad puede trabajar. 
Los cambios referidos buscan contribuir a alcanzar un determinado bienestar humano; proporcionan a los involucrados como benefactores o beneficiarios de un proyecto, nuevas herramientas, nuevas técnicas y más recursos para colaborar en el proceso de desarrollo de ese proyecto.
Si bien la compleja traba de planteos tan profundos acarrea de hecho una compleja aplicación sin un cabal entendimiento de MA, podemos llevar su definición a términos más simples, afirmando que tanto como los resultados mismos de un proyecto implementado, está el proceso mismo de alcanzar tales objetivos, pues en ese proceso de implementación los comportamientos generarán beneficios directos a los que se encuentran involucrados como ejecutores o beneficiarios finales de las actividades y tareas a desarrollar en ese proyecto.

## Las Tres etapas
- Diseño Intencional: establece un consenso sobre los cambios a nivel general con los cuales contribuirá o generará el programa o proyecto. En esta etapa se deberán responder preguntas como: ¿Por qué? (¿en qué consiste la visión a la cual el programa desea contribuir?); ¿Quién? (¿quiénes son los involucrados directos del programa?); ¿Qué? (¿en qué consisten los cambios que se pretenden generar?); ¿Cómo? (¿cómo logrará el programa contribuir el proceso de cambio?).
- Seguimiento de Alcances y Desempeño: Proporciona una marco de trabajo para un evaluación y seguimiento permanente que permite auditar de forma continua el programa o proyecto, por supuesto que con el objetivo de verificar el cumplimiento de los alcances. Se trata de una autoevaluación sistematizada y estandarizada, donde se contará con herramientas para obtener datos sobre aquellos elementos clave visualizados durante el diseño intencional.
- Planificación de la Evaluación: Permite obtener una visión clara de los elementos prioritarios que deben ser objeto de evaluación. Podríamos decir que establecerá los hitos sin los cuales, de no resultar bien, el programa o proyecto, no podría catalogarse como exitoso.

## Impacto
Si bien es innegable que los programas y proyectos, cuales sean sus objetivos y naturaleza misma, buscan causar un impacto, el MA intenta desviar la atención del concepto mismo del impacto, entendiendo que puede limitar las posibilidades de extraer un aprendizaje de las evaluaciones y de los esfuerzos en pro de cumplir con los objetivos trazados.
Dice el MA: 

Si se tiene en cuenta que el desarrollo internacional dispone de fondos cada vez más escasos y que hay que optimizarlos al máximo, los donantes tienden a considerar sus aportes en función de la capacidad de sus beneficiarios de demostrar un impacto. En términos de desarrollo, esto significa que es obligatorio proporcionar pruebas de que determinado programa ha conseguido una mejora sostenible para el medio ambiente o el bienestar de las numerosas personas hacia las que las medidas se encaminaban. Por ello, metodológicamente hablando, hay que aislar los principales factores que han causado los resultados deseados y atribuirlos a determinada agencia o a cierto conjunto de actividade
Mapeo de alcances, LUR/IDRC, 2002 - ISBN 0-88936-989-5

## Otras metodologías
El MA puede ser utilizado de manera única o complementaria con otras metodologías, así se desprende expresamente de su planteo y literatura. Principalmente, existe otro método o metodología que procura cometidos y un fin similar y es la llamada Matriz de Marco Lógico, una práctica muy aplicada por organismos internacionales como el Banco Interamericano de Desarrollo (BID) o el Programa de Naciones Unidas para el Desarrollo (PNUD).
Sin embargo la MML no hace foco en el proceso de desarrollo durante la implementación de un proyecto o programa, por el contrario se centra en la planificación previa y el diseño, precisamente, de la Matriz que da forma a un proyecto. No obstante cuenta con elementos de evaluación y monitoreo como los denominados indicadores objetivos de verificación, que serán aquellos indicadores que permitirán saber o asumir, que el proyecto ha sido exitoso. Estos indicadores pueden ser por ejemplo un valor cuantificable, por ejemplo el propósito de capacitar determinada cantidad de personas, conectar tecnológicamente "x" cantidad de locaciones o edificios, etc.